# Ramię Oriona

Struktura Drogi Mlecznej. Ramię Oriona zaznaczone na pomarańczowo. Układ Słoneczny zaznaczony czerwonym okręgiem w Ramieniu Oriona

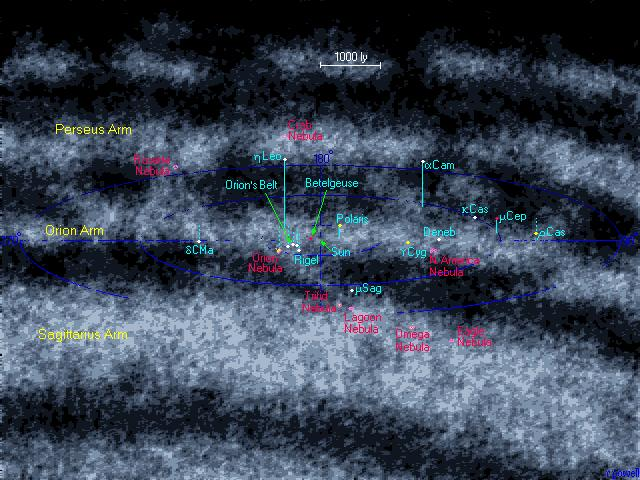
Obraz sąsiedztwa Ramienia Oriona

Ramię Oriona (także Ramię Lokalne, Ramię w Orionie) – ramię spiralne Drogi Mlecznej, zawierające Układ Słoneczny w tym Ziemię. Jest dużą strukturą, choć mniejszą od głównych ramion Galaktyki.

## Położenie i struktura
Ramię Oriona nazwę zawdzięcza największemu nagromadzeniu jego gwiazd w gwiazdozbiorze Oriona. Jest położone pomiędzy dwoma z czterech głównych ramion spiralnych Galaktyki: Ramieniem Strzelca i Ramieniem Perseusza. Przypuszczalnie jest odnogą Ramienia Perseusza, choć może także być niezależnym segmentem struktury spiralnej.
Wewnątrz Ramienia Oriona, Układ Słoneczny i Ziemia są położone blisko wewnętrznej krawędzi w Bąblu Lokalnym, około 8000 parseków (26 000 lat świetlnych) od Centrum Galaktyki.